# TAC Motors
TAC Motors Industria Automotive S.A., vorher Tecnologia Automotiva Catarinense, ist ein brasilianischer Hersteller von Automobilen.

## Unternehmensgeschichte
Das Unternehmen Tecnologia Automotiva Catarinense wurde 2001 oder 2004 in Joinville gegründet. Im Oktober 2004 wurde der erste Prototyp präsentiert. 2006 entstanden zwölf weitere Prototypen. Der Markenname lautet TAC. 2007 war Adolfo Cesar dos Santos der Direktor. Später erfolgte die Umfirmierung in TAC Motors Industria Automotive S.A. 2012 wurde ein Werk in Sobral mit 130 Mitarbeitern und einer Jahreskapazität von 3000 Fahrzeugen angekündigt und im darauf folgenden April auch in Betrieb genommen. Seit einiger Zeit werden die Fahrzeuge nur noch auf Bestellung hergestellt.
2015 kam es zu Verhandlungen mit Zotye International. Zotye übernahm daraufhin TAC. Seit 26. Oktober 2015 ist TAC eine Tochtergesellschaft bzw. eine Niederlassung von Zotye.
2019 wurde das Unternehmen von der Gruppe Ferreira Souza übernommen. Das neue Unternehmen CAB Motors möchte ab 2021 in einer neuen Fabrik ein neues Modell Stark Mountain produzieren.

## Fahrzeuge
Im Angebot stehen Geländewagen. Der Prototyp A 4 hatte einen Motor von Volkswagen do Brasil mit 2000 cm³ Hubraum und 112 PS Leistung. Die Karosserie bestand aus GFK und anderen Kunststoffen. Das Leergewicht lag mit 1300 kg etwa 30 % unter dem des vergleichbaren Fahrzeugs von Troller.
In der Serienversion treibt ein Motor von VW mit 1800 cm³ Hubraum und 106 PS Leistung die Fahrzeuge an. 2008 ergänzte der TAC Stark mit einem Turbodieselmotor mit 2300 cm³ Hubraum und 127 PS das Sortiment.
2012 kam das Modell Estark (Eigenschreibweise: eStark) mit einem Elektromotor dazu.